# Кондратьева, Анастасия Сергеевна
Анастаси́я Серге́евна Кондра́тьева (род. 17 января 1994, Щучинск, Кокшетауская область) — казахстанская биатлонистка, Мастер спорта международного класса Республики Казахстан.

## Карьера
Родилась и выросла в Щучинске. С 2002 года занималась лыжными гонками у Ольги Васильевой, позднее перешла в биатлон. Первые биатлонные наставники — Сергей и Галина Морозовы.
С 2011 по 2014 год принимала участие на юниорских чемпионатах мира. Представляла Казахстан на первых зимних юношеских Олимпийских играх, и на зимних Универсиадах 2015 и 2017 годов.
На Кубке мира дебютировала в сезоне 2017/18 на 1-м этапе в Эстерсунде, где заняла 95-е место в индивидуальной гонке. С 2018 года входит в основной состав сборной Казахстана. В сезоне 2018/19 дебютировала на чемпионате мира. Свои первые очки на Кубке мира Анастасия набрала в декабре 2019 года, став 34-й в индивидуальной гонке на этапе в Эстерсунде.
Участница трёх чемпионатов Европы, где лучшим результатом стало 25-е место в гонке преследования на первенстве 2022 года в Арбере.
Многократная чемпионка Казахстана по биатлону. 

## Результаты

### Юниорские и молодёжные достижения
| Год  | Место проведения | Возраст | Инд | Спр | Пр | Эст |
| ---- | ---------------- | ------- | --- | --- | -- | --- |
| 2011 | ЧМ Нове-Место    | U19     | 49  | 57  | 59 | —   |
| 2012 | ЮОИ Инсбрук      | U18     | —   | 32  | 37 | —   |
| 2012 | ЧМ Контиолахти   | U19     | 55  | 29  | 38 | 6   |
| 2013 | ЮЧМ Обертиллиах  | U19     | 49  | 32  | 27 | 12  |
| 2014 | ЮЧМ Преск-Айл    | U21     | 22  | 19  | 34 | 5   |

### Чемпионаты Европы
| Год  | Место проведения | Инд | Спр | Пр | СМ | ОСЭ |
| ---- | ---------------- | --- | --- | -- | -- | --- |
| 2021 | Душники-Здруй    | —   | 82  | —  | 19 | —   |
| 2022 | Арбер            | 57  | 33  | 25 | —  | 11  |
| 2024 | Брезно-Осрблье   | 71  | 88  | —  | —  | 16  |

### Чемпионаты мира
| Место проведения | Инд | Спр | Пр | МС | Эст | См | ОСм |
| ---------------- | --- | --- | -- | -- | --- | -- | --- |
| 2019 Эстерсунд   | —   | 92  | —  | —  | 18  | —  | —   |
| 2020 Антхольц    | 85  | 74  | —  | —  | 18  | —  | —   |
| 2021 Поклюка     | —   | 94  | —  | —  | 20  | —  | —   |
| 2023 Оберхоф     | 66  | 76  | —  | —  | —   | 26 | —   |

## Личная жизнь
Обучалась в Щучинском колледже индустрии, туризма и сервиса.
Окончила Казахскую академию спорта и туризма.